# Linda Nicholson
Linda Nicholson (ca. 1959) is een Brits pianofortespeler.

## Levensloop
Na haar studies aan de Royal College of Music en de London University, won Nicholson prijzen in de twee eerste internationale wedstrijden voor pianoforte, die van Parijs en die van Brugge (1983).
Ze was jurylid in het kader van het Festival Musica Antiqua voor de internationale wedstrijd pianoforte in de jaren 2001, 2004, 2007 en 2010 en voor de internationale wedstrijd barokensembles in 2006.
Nicholson heeft vaak in Europa en in het Verre Oosten opgetreden, zowel als solist, in kamermuziekensembles en als solist met orkest. Ze speelde onder meer met het Orchestra of the Age of Enlightenment, Les Arts Florissants en de Academy of Ancient Music. Ze concerteerde ook vaak in duo met de violist Hiro Kurosaki.
Ze is uitgegroeid tot een van de voorname uitvoerders van oude muziek (barok, klassiek en vroeg-romantisch) op authentieke instrumenten.

## Discografie
Onder haar platenopnamen zijn te vermelden:
- Mozart, Piano concerto's, met de Capella Coloniensis
- Mozart, de volledige trios, alsook trios van Haydn en Beethoven, met het London Fortepiano Trio
- Mozart, de volledige vioolsonates, met Hiro Kurosaki
- Scarlatti, de sonates (op het type van fortepiano dat aan Scarlatti bekend was.